# Campionati europei di atletica leggera indoor 2015 - Salto triplo maschile
La specialità del salto triplo maschile ai campionati europei di atletica leggera indoor di Praga 2015 si è svolta alla O2 Arena di Praga, nella Repubblica Ceca, il 6 e 7 marzo 2015. 

## Podio
| Pos.    | Atleta         | Nazionalità | Misura  |
| ------- | -------------- | ----------- | ------- |
| Oro     | Nelson Évora   | Portogallo  | 17,21 m |
| Argento | Pablo Torrijos | Spagna      | 17,04 m |
| Bronzo  | Marian Oprea   | Romania     | 16,91 m |

## Record
Prima di questa competizione, il record del mondo (RM), europeo (EU) e dei campionati (RC) è il seguente:
| Record                                                   | Prestazione | Atleta               | Data                         | Competizione        |
| -------------------------------------------------------- | ----------- | -------------------- | ---------------------------- | ------------------- |
| Record mondiale · Record europeo · Record dei campionati | 17,92 m     | Teddy Tamgho Francia | 6 marzo 2011 Parigi, Francia | Europei indoor 2011 |

## Programma
| Data         | Ora   | Turno          |
| ------------ | ----- | -------------- |
| 6 marzo 2015 | 10:00 | Qualificazioni |
| 7 marzo 2015 | 18:40 | Finale         |

## Risultati

### Qualificazioni
La qualificazione si è tenuta venerdì 6 marzo a partire dalle 10:00. Accedono alla finale gli atleti che ottengono la misura di 16,75 metri (Q) o le prime 8 migliori misure (q).
| Pos. | Atleta                 | Nazionalità | 1ª prova | 2ª prova | 3ª prova | Risultato | Note |
| ---- | ---------------------- | ----------- | -------- | -------- | -------- | --------- | ---- |
| 1    | Dmitriy Sorokin        | Russia      | 16,76 m  | -        | -        | 16,76 m   | Q    |
| 2    | Marian Oprea           | Romania     | 16,63 m  | x        | -        | 16,63 m   | q    |
| 3    | Nelson Évora           | Portogallo  | 16,51 m  | 16,61 m  | 15,95 m  | 16,61 m   | q    |
| 4    | Georgi Tsonov          | Bulgaria    | 16,61 m  | 16,10 m  | 16,09 m  | 16,61 m   | q    |
| 5    | Aleksey Fyodorov       | Russia      | 16,53 m  | 14,46 m  | x        | 16,53 m   | q    |
| 6    | Pablo Torrijos         | Spagna      | 16,50 m  | 15,15 m  | 16,51 m  | 16,51 m   | q    |
| 7    | Dzmitry Platnitski     | Bielorussia | x        | x        | 16,44 m  | 16,44 m   | q    |
| 8    | Rumen Dimitrov         | Bulgaria    | 16,38 m  | 16,28 m  | 16,14 m  | 16,38 m   | q    |
| 9    | Jorge Gimeno           | Spagna      | 16,24 m  | 13,58 m  | 16,14 m  | 16,24 m   |      |
| 10   | Vladimir Letnicov      | Moldavia    | x        | 15,83 m  | 16,18 m  | 16,18 m   |      |
| 11   | Sergio Solanas         | Spagna      | 15,86 m  | 16,17 m  | 14,85 m  | 16,17 m   |      |
| 12   | Adrian Swiderski       | Polonia     | 15,65 m  | x        | 16,12 m  | 16,12 m   |      |
| 13   | Fabrizio Schembri      | Italia      | 16,08 m  | x        | 16,02 m  | 16,08 m   |      |
| 14   | Zlatozar Atanasov      | Bulgaria    | x        | 16,05 m  | x        | 16,05 m   |      |
| 15   | Lasha Torgvaidze       | Georgia     | 15,97 m  | 15,81 m  | x        | 15,97 m   |      |
| 16   | Levon Aghasyan         | Armenia     | x        | 15,84 m  | 15,94 m  | 15,94 m   |      |
| 17   | Nazim Babayev          | Azerbaigian | x        | x        | 15,92 m  | 15,92 m   |      |
| 18   | Alexandru George Baciu | Romania     | x        | 14,95 m  | 15,79 m  | 15,79 m   |      |
| 19   | Maksim Nesterenka      | Bielorussia | x        | x        | 15,15 m  | 15,15 m   |      |
| 20   | Dmitriy Chizhikov      | Russia      | 14,61 m  | 13,65 m  | 13,35 m  | 14,61 m   |      |
| 21   | Martin Koch            | Slovacchia  | x        | x        | 14,26 m  | 14,26 m   |      |

### Finale
La finale ha avuto inizio alle 18:40 di sabato 7 marzo.
| Pos.    | Atleta             | Nazionalità | 1ª prova | 2ª prova | 3ª prova | 4ª prova | 5ª prova | 6ª prova | Misura  | Note                                     |
| ------- | ------------------ | ----------- | -------- | -------- | -------- | -------- | -------- | -------- | ------- | ---------------------------------------- |
| Oro     | Nelson Évora       | Portogallo  | x        | x        | 16,98 m  | 16,97 m  | 17,15 m  | 17,21 m  | 17,21 m | Miglior prestazione personale stagionale |
| Argento | Pablo Torrijos     | Spagna      | 16,33 m  | 16,93 m  | 16,15 m  | 16,79 m  | 17,04 m  | 16,34 m  | 17,04 m | Record nazionale                         |
| Bronzo  | Marian Oprea       | Romania     | 16,74 m  | 16,91 m  | x        | 16,80 m  | -        | 16,73 m  | 16,91 m | Miglior prestazione personale stagionale |
| 4       | Aleksey Fyodorov   | Russia      | x        | x        | 16,88 m  | 16,66 m  | 16,68 m  | 16,87 m  | 16,88 m |                                          |
| 5       | Georgi Tsonov      | Bulgaria    | 16,51 m  | x        | x        | 16,48 m  | 16,75 m  | 16,67 m  | 16,75 m | Miglior prestazione personale            |
| 6       | Dmitriy Sorokin    | Russia      | 16,65 m  | 14,38 m  | 16,37 m  | x        | 16,28 m  | 16,53 m  | 16,65 m |                                          |
| 7       | Dzmitry Platnitski | Bielorussia | 15,35 m  | 16,43 m  | x        | x        | 16,41 m  | 16,40 m  | 16,43 m |                                          |
| 8       | Rumen Dimitrov     | Bulgaria    | x        | 15,91 m  | x        | 16,36 m  | x        | 16,12 m  | 16,36 m |                                          |